# Ostăr kamăk
Ostăr kamăk este o arie protejată (arie specială de conservare — SAC, sit de importanță comunitară — SCI) din Bulgaria întinsă pe o suprafață de 15.994,32 ha, integral pe uscat.

## Localizare
Centrul sitului Ostăr kamăk este situat la coordonatele 41°53′11″N 25°49′25″E / 41.8864°N 25.8236°E.

## Înființare
Situl Ostăr kamăk a fost declarat sit de importanță comunitară în martie 2007 pentru a proteja 26 de specii de animale. Situl a fost protejat și ca arie specială de conservare în martie 2021.

## Biodiversitate
Situată în ecoregiunea continentală, aria protejată conține 10 habitate naturale: Pajiști uscate seminaturale și facies de acoperire cu tufișuri pe substraturi calcaroase (Festuco-Brometalia) (* situri importante pentru orhidee), Pseudostepă cu ierburi și specii anuale de Thero-Brachypodietea, Liziere de ierburi înalte hidrofile de câmpie și de nivel montan până la alpin, Fânețe de joasă altitudine (Alopecurus pratensis, Sanguisorba officinalis), Roci stâncoase cu vegetație pionieră de Sedo-Scleranthion sau Sedo albi-Veronicion dillenii, Păduri pe pante, grohotișuri și ravene de Tilio-Acerion, Păduri de stejar alb estice, Păduri aluvionare cu Alnus glutinosa și Fraxinus excelsior (Alno-Padion, Alnion incanae, Salicion albae), Păduri panonice-balcanice de stejar turcesc - stejar sesil, Galerii de Salix alba și de Populus alba.
La baza desemnării sitului se află mai multe specii protejate:
- amfibieni (2): izvoraș-cu-burta-galbenă (Bombina variegata), Triturus karelinii
- mamifere (8): vidră de râu (Lutra lutra), Myomimus roachi, liliac cu urechi de șoarece (Myotis blythii), liliac cu picioare lungi (Myotis capaccinii), liliacul mare cu potcoavă (Rhinolophus ferrumequinum), liliacul mic cu potcoavă (Rhinolophus hipposideros), popândău (Spermophilus citellus), dihor pătat (Vormela peregusna)
- nevertebrate (8): croitorul mare al stejarului (Cerambyx cerdo), Coenagrion ornatum, rădașcă (Lucanus cervus), croitorul cenușiu al stejarului (Morimus funereus), Paracaloptenus caloptenoides, Probaticus subrugosus, Rosalia alpina, Unio crassus
- pești (3): Barbus cyclolepis, zvârluga (Cobitis taenia), boarță (Rhodeus amarus)
- reptile (5): Elaphe sauromates, țestoasa de baltă (Emys orbicularis), Mauremys caspica, Testudo graeca, țestoasă bănățeană (Testudo hermanni)

Pe lângă speciile protejate, pe teritoriul sitului au mai fost identificate 3 specii de plante, 4 specii de amfibieni, 11 specii de mamifere, 1 specie de nevertebrate, 5 specii de pești, 9 specii de reptile.